# サオ族
サオ族（サオぞく、邵族）は、台湾原住民の一つ、サオ語自称はThauで、人間という意味もある。また、清朝の文献にも漢字で思猫丹、水沙連思麻丹社など記載され、Shwatanという自称もまだ祭祀の言葉の中にある。
清朝時代、政府は台湾の原住民族を統治と漢化の観点から大まかに2つに区分していた。清朝の統治を受け入れ法律が適用され、労働と納税の義務を果たし、漢民族した民族は「熟蕃」と呼ばれ、統治を受け入れず古来よりの文化を守る民族は「生蕃」と呼ばれた。一方、清朝に服属こそしないが納税する民族は「帰化生蕃」（化蕃）と呼ばれた。文献によれば、水沙連二十四社として記載されたサオ族は化蕃に属している。沙連というのはサオ語の水、sazumが音読で翻訳され、漢字の「水」と組み合わせ、水沙連という部落名/地名になった。
現在、主に南投県の日月潭（サオ語：Zintun）に分布し、人口は800人ほどである。伝承によれば、白鹿を追って阿里山を越え南投に移住したと伝わる。以前はツォウ族の支族と見做されていたが、文化人類学的に差異が認められ、2001年に内政部より独立した原住民族として認可された。

## 居住部落

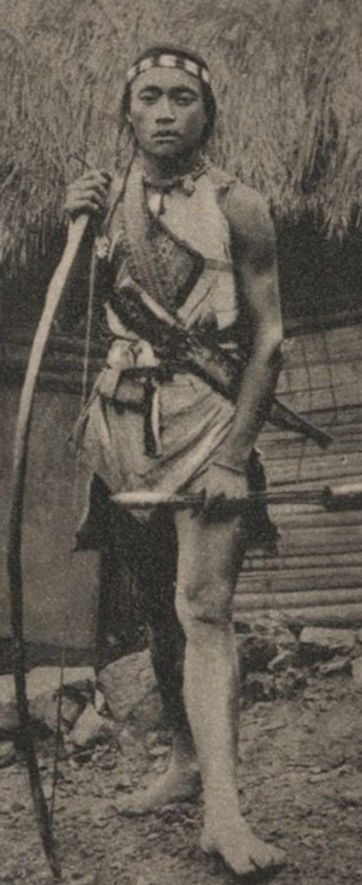
1904年に撮影されたサオ族

漢民族が台湾に渡来する以前より、サオ族は日月潭周辺の土地で生活を営んでいた。湖畔はサオ族ゆかりの土地である「伝統領域」であった。しかし、外来政権と衝突を繰り返し、現在は主に2つの集落しかない。
伊達邵(サオ語：Ita Thau/Baraubaw)：サオ語でitaは私たち、Thauは人という意味である。また、地方行政で日月村とも呼ばれる。伊達邵遊客中心（伊達邵ビジターセンター）は観光客が集まるスポットである。
清王朝時代の文献ではサオ語の地名Baraubawを卜吉社、剥骨社、福骨社などと音訳で記録しており、漢民族は台湾語の発音、北窟(pak-khut)と呼んだ。
日本統治時代に水力発電所の建設工事に伴いサオ族の居住地域が水没し、元住民らは新たに化蕃社（当時の集落名）を築いた。
戦後、中国国民党政権によって徳化社と改名された。だが「徳行教育を受けさせ、品格や思想や行為などを感化させる」という、伝統文化に対する偏見の意味あいがあったため、台湾民主化と共に「伊達邵」とさらに改名された。今もサオ族の最大の居住地である。
雨社山(サオ語：Tuapinaa wa Thau)：南投県水里郷頂崁村にあり、サオ族の集落である。大坪（平）林とも呼ばれる。漢民族の流入のため、日本統治時代に一部のサオ族は頭社（サオ語：Shtafari）から、こちらに移住してきた。数十年前、先生媽(女祭司)が他界してから、サオ族の伝統な祭事や言語などは伝承されていないようである。

## 居留地土地問題
満清統治時代、大陸から多数の漢民族系が渡来し、暴力的、あるいは詐欺まがいの契約でサオ族の土地を取り上げた。さらに漢民族系移民が持ち込んだ伝染病がサオ族の人口減少をもたらした。
日本統治時代、サオ族は日月潭の周辺一帯に広く散在し、いくつかの集落を営んでいたが、漢民族系が入り込むにつれ混住状態となった。そこで、サオ族を主に石印社(サオ語：Taringquan)に集中的に居住させた。昭和9年（1934年）、日月潭では水力発電の目的でダムが築かれ、水位が上がり、石印社などの集落が水没した。日本統治当局によりサオ族は移住を強いられ、現在の集落日月村(旧名卜吉社、徳化社。サオ語：Baraubaw)が成立した。なお、日本統治当局はサオ族にサオ語でArumiqanという耕作地を配給、そして、Baraubawはサオ族の保留居住地、ここで漢民族系移住は厳しく制限された。サオ族は伝統生活を維持しながら、台湾原住民のパフォーマンスで観光名所を経営し始めた。
戦後、漢民族系は再びこの辺に戻ってきた上に、中国国民党政権の中央及び地方政府は、こぞってサオ族保留居住地を再開発し、観光事業計画を行った。開発に伴い、旅行客相手の商売を目的とした人たちが大挙して押し寄せるようになり、土地争いが絶えなかった。もはやサオ族のみで集落を営むことが難しくなり、大半が観光収益を狙う漢民族系で占められた町で住むようになってしまった。
民国72年（1983年）、日月村は土地区画整理が行われ、当時の中国国民党所属・南投県県長（知事）呉敦義は「再開発のおかげでサオ族一世帯は一戸建ての洋式屋敷を貰い、街も綺麗になった」と宣言する一方、「日月村サオ族居住地は公有地不法占拠である。法律によりサオ族は土地賃貸を支払い、もしくは土地を購入しなければいけない。さもなくば追放される」と発言。翌年、国有財産局に15年分の土地使用料を追納した。一般的なサオ族世帯にとっては高額であり、自分所有の土地範囲を譲渡せざるを得なかった。その上「賃貸料金を立て替えてもいい」との名目でサオ族らに接近し、所有権移転登記を誤魔化し、土地をだまし取る詐欺事件も発生した。たとえ使用料を納めても、土地を買い取ったわけではないので、再開発された土地所有することはできず、土地使用権しかない。
資金調達に窮したサオ族女性はやむを得ず歌舞団を結成し、出稼労働者として何回も日本で巡回公演を行った。
民国75年（1986年）土地区画整理書公告。資金が足りないサオ族世帯は、自分の住所と土地を守れず、政府からわずかな建物解体補助金しか貰えなかった。翌年、土地区画整理工事が開始され、サオ族はまたも離散してしまった。
Arumiqanという耕作地について、民国62年（1973年）、中国国民党所属南投県県長（知事）林洋港はサオ族の就職促進のため、最後の水田として耕作されているArumiqanで山地文化センターの建設を発表、そして土地収用を行った。しかし補償額が少なく、他の耕作地が購入できなかった。民国64年（1975年）山地文化センターは竣工した。しかし、サオ族は一人も山地文化センターで演出してもらわなかったという。
サオ族は漢民族化に同化し、ほとんど共通語として台湾語を話し、母語を使う機会は失われた。土地を奪われ、祭事場や農耕地や狩猟場もない、生活様式でも観光業に影響を与えられ、先生媽は観光客が絶えず訪れる商店街で祭儀を行わざるを得ない。民国88年（1999年）、921台湾中部大震災が発生。震災後、サオ族は倒壊した山地文化センターの建物の再建に反対し、土地を取り戻す請求をした。苦労奔走して、ようやくここで仮設住宅として、Ita Thau（サオ語で「私たちはサオ族」）というサオ族単一民族の居住区が生まれた。
民国57年（1968年）、南投県政府は日月潭の東側でクジャク園を開設。その場所はは頭人家族袁氏の先祖供養祭場であるが、当時、袁氏長老は他の場所を探さず、不変更という主張を堅持していたので、ずっとFilhaw（サオ語地名）で先祖供養を行っている。民国105年(2016年)に閉園となった、BOT（ Build-operate-transfer ）方式で、観光ホテル開発を手掛ける。ここはサオ族の伝統領域、それに伝統祭儀開催地ながら、事前にサオ族は事態が全く知らない状態に置かれる。環境アセスメントもまだ行われているので、訴訟が続いている。
現在、サオ族はなおも政府やリゾートホテル業者など戦い、母語や伝統を守りながら、生存権や土地所有権や伝統領域回復に励んでいる。

## サオ族七大氏姓
| サオ族七大氏姓  |          |                           |                                        | |
| サオ語苗字      | 漢語苗字 | 始祖神霊                  | 世襲役割                               | 苗字漢字由来                                                                                             |
| Lhkashnawanan   | 袁       | Amashiqashiqa Shmuan      | 頭人氏族                               | wanは台湾語発音苗字袁(Uân)との同音による作字。                                                           |
| Lhkatafatu      | 石       | Amatia Muri Pari Pur      | 頭人氏族                               | fatuはサオ語で石である。                                                                                 |
| Lhkapamumu      | 毛       | Amatia Muri Pari Pur      | 祓い・清めの儀式執行氏族               | muは台湾語発音苗字毛(Môo)と似ている。                                                                    |
| Shapiz          | 白(筆)   | Amatia Muri Pari Pur      | 頭社や大坪林から転居で、世襲役割なし   | pizは筆の台湾語発音、pitと似ている。白の意義不明。                                                       |
| Lhkatanamarutaw | 高       | Matiprup Matunuq          | 祝歌指導者、音頭取りと抜歯儀礼執行氏族 | marutawはサオ語で髙いである。                                                                            |
| Lhkahihian      | 陳       | Tiflhiti Tilain Pishtaynu | 祝歌指導者、音頭取りと抜歯儀礼執行氏族 | 台湾語で響はhiángと発音、銅（tâng）と苗字の陳（Tân）は台湾語で発音類似。銅製品はよく響くので、陳と作字。 |
| Tanakyuwan      | 丹(朱)   | Tiflhiti Tilain Pishtaynu | 頭社や大坪林から転居で、世襲役割なし   | tanは丹の台湾語発音tanとの同音による作字。丹も朱も漢語で赤いという意味。                                 |

※謝姓は陳姓または石姓に所属する。

## 文化
サオ族は台湾原住民のなかで人口が少ない民族である。古来より日月潭畔を拠点に、祭事・工芸・美食・歌舞といった伝統の文化を守ってきた。伝統音楽としては、大小の杵で石板を打って音階を象る杵音儀式(サオ語：mashtatun)が有名である。
祖靈籃(サオ語：ulalaluan)：また台湾語で公媽籃(kong-má-nâ)とも呼ばれ、祭祀対象は歴代の先祖である。台湾ではサオ族のみに伝承される特有の供養風習であるため、サオ族か否かは家庭内で祖靈籃祭祀伝統を営んでいるかが判断方法である。籐と竹で「丸い口または四角形の口」と「四つの足」を持った籠を編み、中に先祖代々の伝統衣装と装身具を納める。これはサオ族の祖霊信仰重要の核心であり、博物館であってもサオ族の伝統衣装を展示、収蔵することができない。
先生媽(サオ語：Shinshii/台湾語：sin-senn-má)：女性の祭司。先生媽は借用語として、日本語の「先生」と台湾語で年配の女性「媽」から借用、さらに組み合わせて転用し、サオ語の中で用いた。純粋なサオ語でもShinshiiで発音する。(大文字S:先生媽、小文字s:教師)
祖霊に選ばれ、終身担任、儀式行いや祝詞（のりと）を唱え、祖霊とのコミュニケーションを専門に担当し、周囲から尊敬される立場である。
担任条件は
1.既婚者。
2.Lus'an 祖靈祭に主祭者(サオ語：pariqaz)を担任したことがある。
3.夫が健在。
4.尊敬される品格がある。
現役の先生媽はほとんど高齢者であり、後継者不足が深刻な問題である。サオ族出身ではなくても、サオ族と結婚している女性も担任できるが、サオ族母語を理解し、祝詞が暗唱できる後継者を探すのは、簡単ではなさそうである。
選出方法
minshinshiiという儀式について、先生媽候補者は、現役の先生媽から評価され、推薦を受けることから始まる。まず、現役の先生媽が先生媽候補者を聖地とされる日月潭中の拉魯（ラル）島（サオ語：Lalu、最高祖霊Pathalarが宿る居住地）へ連れていく。拉魯島へと向かう船の中では皆わざと大声で咳をし、島への来訪を最高祖霊に知らせる。島に上陸してから、候補者の顔と上半身を織物のショール一枚で覆い、アカギ（アカギの側にある岩）に向かってしゃがむ。先生媽たちは候補者を囲み、葉を持ち、候補者の頭、肩、背中を撫でながら、サオ語で祖霊と会話をし、コミュニケーションで最高祖霊の指示を図る。儀式を行い、交渉している間に、鳥や昆虫が飛んだり、魚が跳ねるなど生き物の動き、特に、水面に浮かぶ泡や風で湖面に立つ波で神意を読み。祖霊の了解を得たと判断する。帰路では祖霊を一緒に帰宅させるため、また大声で咳をして導く。新たな先生媽が被ったショールは家に帰ってから脱ぐ。
先輩の先生媽はまた門前の地上で豚の内臓、頭、尻尾、豚足を生のまま、まな板に組み立てて供え、丸一匹の豚のように象徴し、また供え物の上に包丁一本を置き、豚の口を自宅の出入り口に向かわせる。新人の先生媽家庭所有の祖霊籃も持ち出され、供え物の豚の前に置き、先輩は新人の後に座り、改めて祈禱する。
祖霊に受け入れられた新人は、この夜に家の客間でドアを開けたまま就寝する。その間に拉魯島から一緒に帰宅してきた祖霊は、新人の夢枕に立ち、心構えを言い聞かせる。こうして正式な先生媽として認可され、祭事を執行することになる。
サオ族の社会では次代の先生媽の候補者探しが行われていたが、2017年に日本東京大学考古学博士出身、当年51歳の郭素秋氏が新人の先生媽として承認された。郭先生はサオ族男性と結婚し、常に伝統衣装を着ている先生媽の祖霊が会ってきたことを夢に見ているそうで、そしてサオ族の伝統文化を守るため、先生媽の責任を受け入れたという。
minshinshii当日、水面の波紋と泡の判読の妨げにならないよう、日月潭管理処は暫時観覧船の航行を禁止する。認定儀式が順調に執り行われ、サオ族全員も喜んで新人の先生媽を迎えた。
　　先生媽のジェスチャー
祝詞を唱えている時は、熟慮を示すため、手で頬杖をする。
儀式中、時折、手を前へ差し伸ばし、どの家族の祖霊籃を指し、どの家族の先祖を名指しながら、先祖をこの世に誘い、供え物を召し上がって、どうぞという祭文を唱える。
拉魯島(サオ語：Lalu)：サオ族の聖域空間。laluという単語も語幹として、mulalu= 動詞、祭るやulalaluan= 名詞、祖靈籃などなり、活用される。また清朝時代に漢民族からは台湾語で珠嶼(tsu-sū)、珠仔山（tsu-á-suann）と呼ばれた。日本統治時代に玉島と名付けられ、また広島県の厳島神社より、市杵嶋姬命を移し奉り、水力電氣工事中の守護神として奉祀される「玉島社」が建立された。戦後、中華民国政府は神社を取り壊し、縁結びの神様・月下老人の祠を建て、大陸の中華を光復しようという意味で光華島と改名した。
日本統治時代の昭和9年（1934年）にダム建設と水力発電工事が執り行われて日月潭の水位が上昇し、サオ族の居住地も水没した。水没地域には聖地であるラル島も含まれていた。元々サオ族の先祖が農耕を営んでいた自然島だったが、日本統治時代と中華民国政府の水力発電建設での水位上昇や1999年の921大震災のため島の面積は著しく削減された。2007年から2008年にかけ拉魯島の増築工事が行われ、面積も増え、サオ族の伝統信仰が受け継がれることになった。

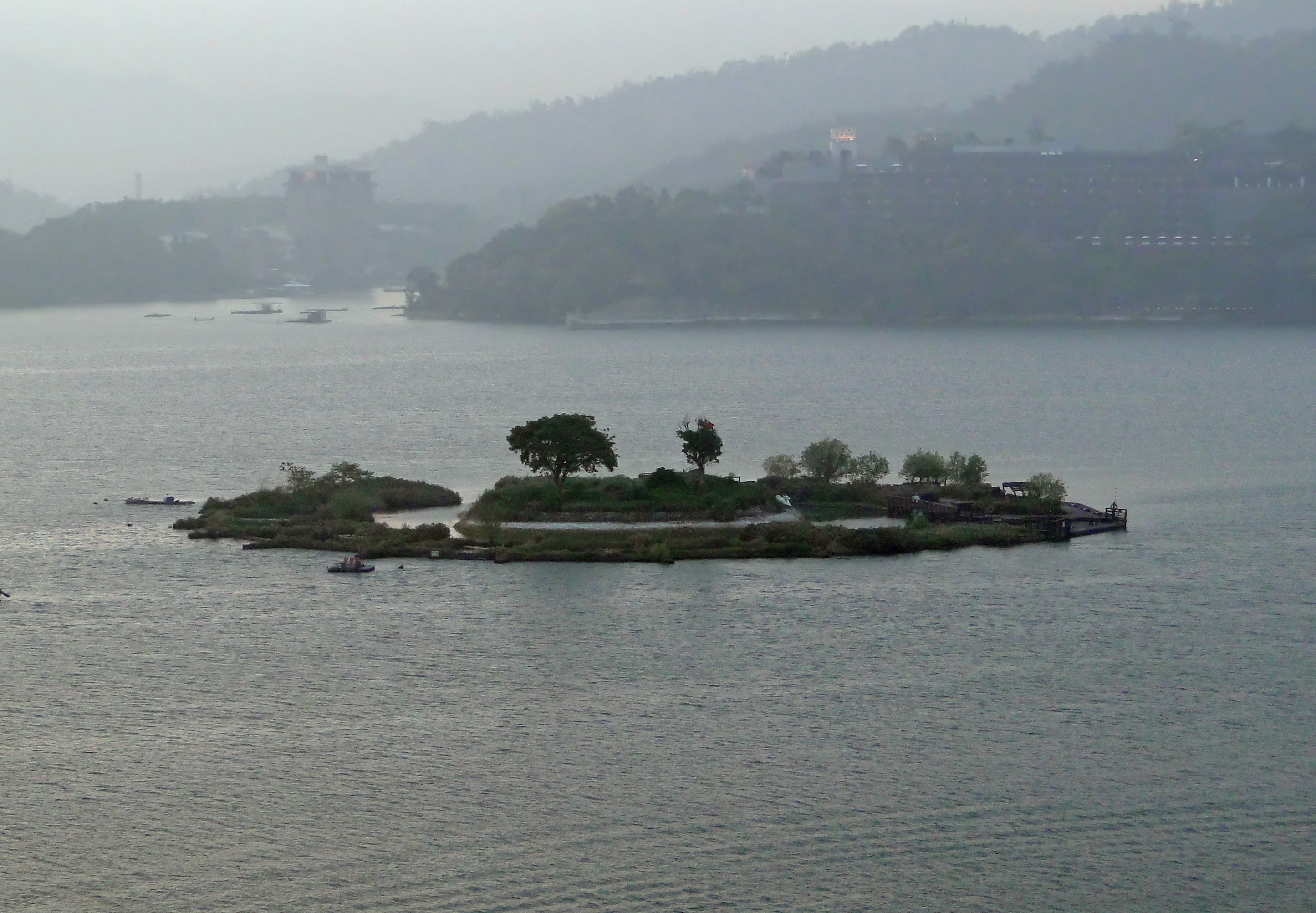
ラル島

頭人(サオ語：daduu、shanautuan/台湾語：thâu-lâng)：サオ族のリーダー。サオ族は父系制で、7大氏姓であり、中で袁（サオ語苗字：Lhkashnawanan）、石（サオ語苗字：Lhkatafatu）、毛（サオ語苗字：Lhkapamumu）この3つの家系は昔から勢力がある一族であり、頭人/頭目の役割を代々継承で担っているのである。
現在、伊達邵部落で頭人として祭事や事務を統轄するのは袁、石の2氏族。一方、雨社山部落は元々毛氏の頭人がおり、担任していたが、1994年に末代の担当者が他界してから、伝承も絶えてしまった。
昔、他の部族と争いがあれば、頭人は談判、交渉により解決した。村人がルール違反をすれば、頭人は裁判をした。狩猟の前には頭人が「夢占い」をし、吉夢であれば青年らを狩りに向かわせた。頭人は行政や祭祀など様々な役職を兼ねていた。
丸木舟(サオ語：ruza)：昔、日月潭の周辺にはサオ族の集落が多く分布しており、主な交通手段は丸木舟だった。そのため多くの家庭が自家用の丸木舟を持っていた。日月潭の周辺より遠距離に行く場合は、まず丸木舟を漕ぎ、Filhawという場所（今もう閉園したクジャク園の下にある）に到着し、丸木舟を降りてから、目的地に向けて出発した。帰る折はFilhawに行き、のろしを上げてから、待ち合わせ、また家族が漕いできた丸木舟に乗って帰宅する。自家用丸木舟だけでなく、公用の丸木舟(サオ語：malumu)もあった。自家用丸木舟は2人か4人乗り、公用丸木船は10数人の乗船が可能である。丸木舟作りは、家族、村人が力を合わせて行った。山に行き、丈夫で防水な木（クスノキ）を伐倒して彫りあげ、完成してから湖に搬送する。原木の伐倒、作業、進水式など、全ての場で先生媽は儀式を行い、祖霊に報告する必要がある。
杵音(サオ語：mashtatun)：杵搗き音楽。杵は長い杵(サオ語：taturtur)と短い杵(サオ語：qashuru)がある。日常生活で米の精白や餅搗きに用いるのは短い杵であり、音楽演奏には長い杵を用いる。杵音の音楽には祭儀式杵音(サオ語：mashtatun/malhakan)と演奏式杵音(サオ語：mashbabiar)の2パターンがある。祭儀式杵音は毎年旧暦7月の最終日の夜に、サオ族の女性は袁氏族頭人の家に集まり、徹夜で杵で石を叩き、山に狩りに行った男性に、明日サオ族のお正月が来る(サオ語：tungkariri lus'an)、から、早く家に帰りなさい、と通知する。当夜、男女分別なので、杵音は女性陣が交代制でする。疲れたら、他の女性に交代する。また、短い竹筒(サオ語：takan)も楽器として合奏に使われる。
演奏式杵音は、パフォーマンスとしても演出される。基本的に5本で演奏しており、華麗な表現なら20本でも調子を合せて演奏できる。日本統治時代に祭儀式杵音が日本人に好まれたため、サオ族は新たな杵音パフォーマンスを制作し、観光地の定番になってきた。伝統的に祭儀式杵音と共に歌を歌うことは無い。一方、演奏式杵音ではサオ族の民謡がともに唄われる。
浮き田(サオ語：rizin)：魚を捕まえる罠。人工的に湖面に敷設した水田である。竹またはプラスチックで造った骨組み、上を土を覆い、ジンジャーリリーなど、水生植物を植える。一見すると、湖水に浮かんでいる小島のようである。魚は自在に中に入り、生息したり、産卵したりするため、簡単に魚が捕まえられる。
埔里へ行き、使用料を請求(サオ語：Thau mutusi Qariawan mara sa kinapruq)：満清統治時代、郭百年事件（1814年～1815年）が起きた。漢人系の郭百年は開墾の権利証が無いにもかかわらず、無理矢理に埔里（サオ語：Qariawan）に侵入、ブヌン族系の埔裏社をだましたあげく虐殺した。埔裏社の勢力が衰え、埔里盆地のタイヤル族系の眉裏社に頼らざるを得なかった。漢人の占領で埔里の原住民は不安が続き、やむを得ずに水沙連地域部族のリーダー、サオ族はブローカーとして、台湾西部平野の平埔部族を招き、埔里盆地に移住させた。平埔部族は土地賃借人なので、サオ族に年収の5％を使用料として支払い、台湾語で空五租(khòng-gōo-tsoo、空:ゼロ)または番大租（huan-tuā-tsoo）と呼ばれる。その後、戦後まで、漢人の旧暦お正月または平埔部族の祖霊祭の時、サオ族はわざと日月潭から、埔里まで歩き、平埔部族に招待され、別れの時、お餅などお土産としてくれ、贈答品を持ち帰った。台湾語で抾粿（khioh-kué、粿:お餅）と呼ばれる。
タブー(サオ語：parshian)：放屁（サオ語：quntut）。人前での放屁はマナー違反とされ、タブーである。世間話をする時や祭事、特に、祖霊屋(サオ語：hanan)の中で放屁すれば、先祖が怒る。親戚や友達の前で放屁した場合は全員に謝罪として餅（サオ語：qmu）を振る舞う。
クシャミ(サオ語：shungqaushin)。畑や仕事への行き帰り、または山に狩りに赴く折に誰が急にくしゃみをすれば、不吉なことが起きるという俗信がある。
カワイワシの漬け物(サオ語：puqayzu kizuat)：カワイワシ(サオ語：kizuat/台湾華語：奇力魚)は日月潭に生息する在来種の魚である。近年はティラピアなどの外来魚によって、カワイワシはじめ在来種の水生生物は生態系を破壊されている。サオ族は奇力魚の漬け物（熟れ鮨）を作る。まず十数匹の奇力魚を軽く塩でもむ。続いて白飯（サオ語：afu）を加えて丁寧に混合させる。塩を入れた甕に奇力魚と白飯の混合物を詰め込み、最後に塩を振りかけて、甕を密封する。数日後から食用が可能である。飯の酸味が好きなら、塩を適当に入れて調味できる。サオ語で、飯を発酵させた漬け物作りをpinu'afuanと呼ぶ。

## 伝統行事
Pudaqu 播種祭
荒れ地を開墾し種を植え付ける前にサオ族は夢占いをする。悪夢なら、予定地での耕作を諦め、改めて他の地を求めて開墾する。
- azazak pudaqu numa mulalu pudaqu 子供による播種試み祭と播種前祭

旧暦3月1日の明け方、サオ族は聖鳥メジロチメドリ（サオ語：shmashuni/台湾華語：繡眼畫眉/台湾語：大目框仔 tuā-ba̍k-khing-á）がまだ起き出さず鳴かないうちに農地に出発する。
サオ族もタイヤル族やセデック族と同じように、メジロチメドリの飛ぶ方向と鳴き声で吉凶を占う「鳥占い」をする。吉であれば予定通りに狩猟や農事を行うが、凶であればたとえ万般の用意が整った場合でも中止する。保護者は子供（サオ語：azazak）を連れ、黙々と農地に行き、種をまく方法を子供に指導する。これは実際の農耕作業でなく、神事である。純粋で素直な子供は神聖とされるため、農作物の豊作を祈って子供に種を蒔かせる。帰路でも黙々と歩き、花や木は勝手に折ってはいけない、物を落としてもいけない。
当日、味が薄い食べ物だけを食べる（サオ語：matamatamaz/malhaqitan）。塩辛い物、甘い物、グアバまで食べない。タブーを破れば農作物の日焼けが起こり、枯れる。もしくは、ネズミや鳥に荒らされてしまう。
azazak pudaquが終わり、祭事場で一列に祖霊籃を並べ、そして糯米の飯（サオ語：fulhzash）を供え、先生媽は稲の播種作業が始まることを祖霊に申し上げる。
また、旧暦3月3日にmulalu pakpar 播種後祭も行い、丸い餅（サオ語：furaz qmu、furazは月という意味）を供え、先生媽は祖霊籃に向き、播種作業が順調にできるように祈る。
- Lhalhaishin ブランコ祭

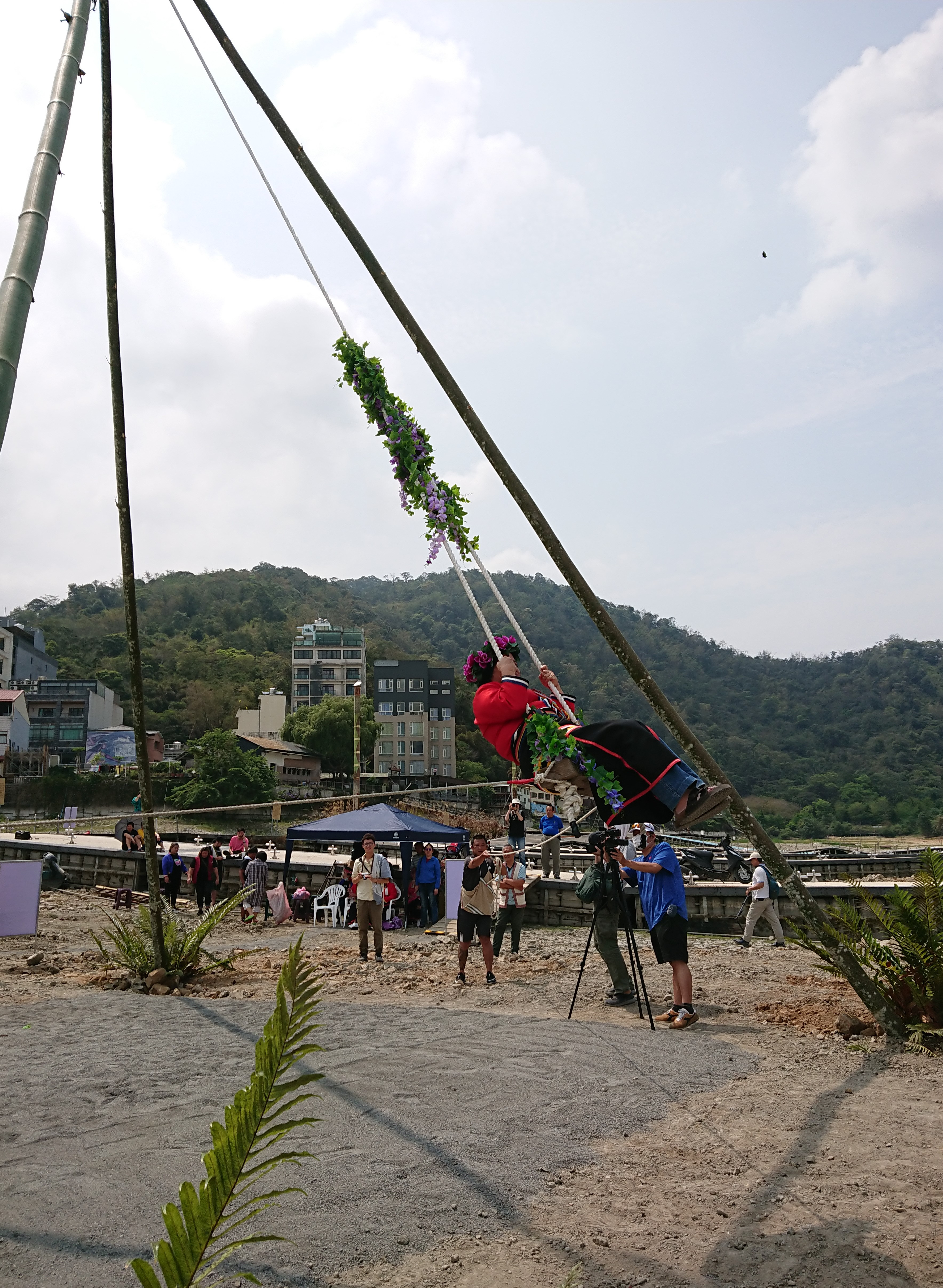
2021年には渇水により日月潭の湖底の一部が露出した。サオ族は伝統的な儀礼に則り、伊達邵埠頭を降り、聖地・拉魯島の方向へ向けて、露出した砂州でブランコ祭を行った

播種祭の一連の行事のひとつである。旧暦3月4日に行う。主祭者は毛氏の長老であり、早朝、先生媽は毛氏宅の前で毛長老家の祖霊籃に祝詞を唱え、酒を捧げた後、一同で竹で組まれたブランコに移動する。
先生媽が皆を引率し、指を酒に濡らしたり、酒を掛けたり、祈りを唱え、祖霊に祈禱する。まず、夫婦が健在である最高年齢者から始め、年齢順で順序にブランコを漕ぐ。座り乗りも立ち乗りも、好きにする。ブランコ漕ぎが高ければ高いほどその年は豊作になるとされ、もっと収穫できるように祈願する。サオ族は揺れているブランコは、あたかも吹く風に稲穂がそよそよ揺れている様子だと考えている。ブランコを漕いでる人は、簡単なサオ語でPiakalingkin、Paikaymahan（健康、無事）を祈り、ブランコを降りてから、ブランコの揺れをコントロールする青年も、Piakalingkin、Paikaymahanと言い、ブランコ祭に参加した人々を祝福する。開催日、サオ族の全員がブランコを漕いだ後であれば、一般観客も体験可能である。
2021年、乾燥気象、降水量激減で、日月潭の水位低下により湖底が露出した。ブランコ祭は60年ぶりに集落の空き地ではなく、伝統的な開催場所である日月潭の湖岸で行われた。
Mashakshupak 頭人家氏族先祖供養
旧暦6月25日、袁氏と石氏、この2つの頭人身分を継承する家族のみで行う祭事である。袁氏と石氏の頭人は、それぞれ船に乗り、先祖がかつて領有した居住地へ渡り、遺跡で祖霊を供養する。袁氏頭人はFilhaw（現在旧クジャク園の下にある湖畔）、石氏頭人はPuzi（土亭仔）に行く。船が次第に旧居住地に近づきつつある時、頭人は先祖の名前を一々呼びかける。遺跡に到着した後、酒粕(サオ語：shupak/shupaak)と殻を剥いたゆで卵を祖霊に捧げ、祀ってから、甕にある余った酒粕を縄で木に掛けて帰る。
元々、石氏頭人の先祖供養祭場は今の涵碧楼ホテル、リゾートホテル日月行館に下にある湖畔だった。しかし、1956年に元総統蒋介石は、涵碧楼を行館（別荘、元々の建築は921大震災で全壊）とし、接近した者は総統守衛憲兵に追い払われた。やむを得ず、祭場変更でPuziで行う。
Matansuun狩猟祭
昔、旧暦7月の中旬、サオ族の男性は山に入り、サオ族の正月儀礼のために狩猟を行った。出発する前に先生媽（女祭司）は狩猟の成功を祈った。現在、男性らによる狩猟儀礼は失われたが、旧暦7月1日と3日に祭事を行う。
- mulalu tamuqu 臼祭

tamuquとは、甘酒の粕(サオ語：dahun)を鍋や臼の上に載せる儀礼である。サオ族には二大頭人家、石と袁があり、それぞれの配下のサオ族の方と共に、旧7月1日早朝、先生媽も二手に分かれ、この二つの頭人家に参集、二組は同時に同じ祭儀を行っている。袁、毛、高、三氏は袁氏頭人の家に、一方、石、陳、謝(陳氏の分家)、丹は石氏頭人の家に、祖霊籃を持ち寄りに行く。頭人家の祖霊籃を真ん中に、そしてtamuquも側に置き、杖一本を臼に縛り、立て、これを中心として、他の家庭の祖霊籃はそれから左と右に一列で置かれる。先生媽は祖霊籃とtamuquに向き、男性狩猟団が間もなく山に出発し、狩猟が成功するよう、祖霊に祈る。杖は足が不自由な祖霊に捧げる。祭事の中程、頭人家は酒と共に料理した鶏肉半身を供え、先生媽は直接に祭事場で鶏肉を食べる。先生媽以外、他の者は絶対食べられない。残った鶏の骨も絶対に犬に食べさせない。仮に犬に食わせれば、その犬は怠け者になり、狩猟に役立たなくなる。休憩時間の後、他の家庭の祖霊籃は側で預けられ、ただ頭人家の祖霊籃だけ置かれる。先生媽は主賓として、頭人家の祖霊に祈る。
- matansuun pintuza 白鰻祭

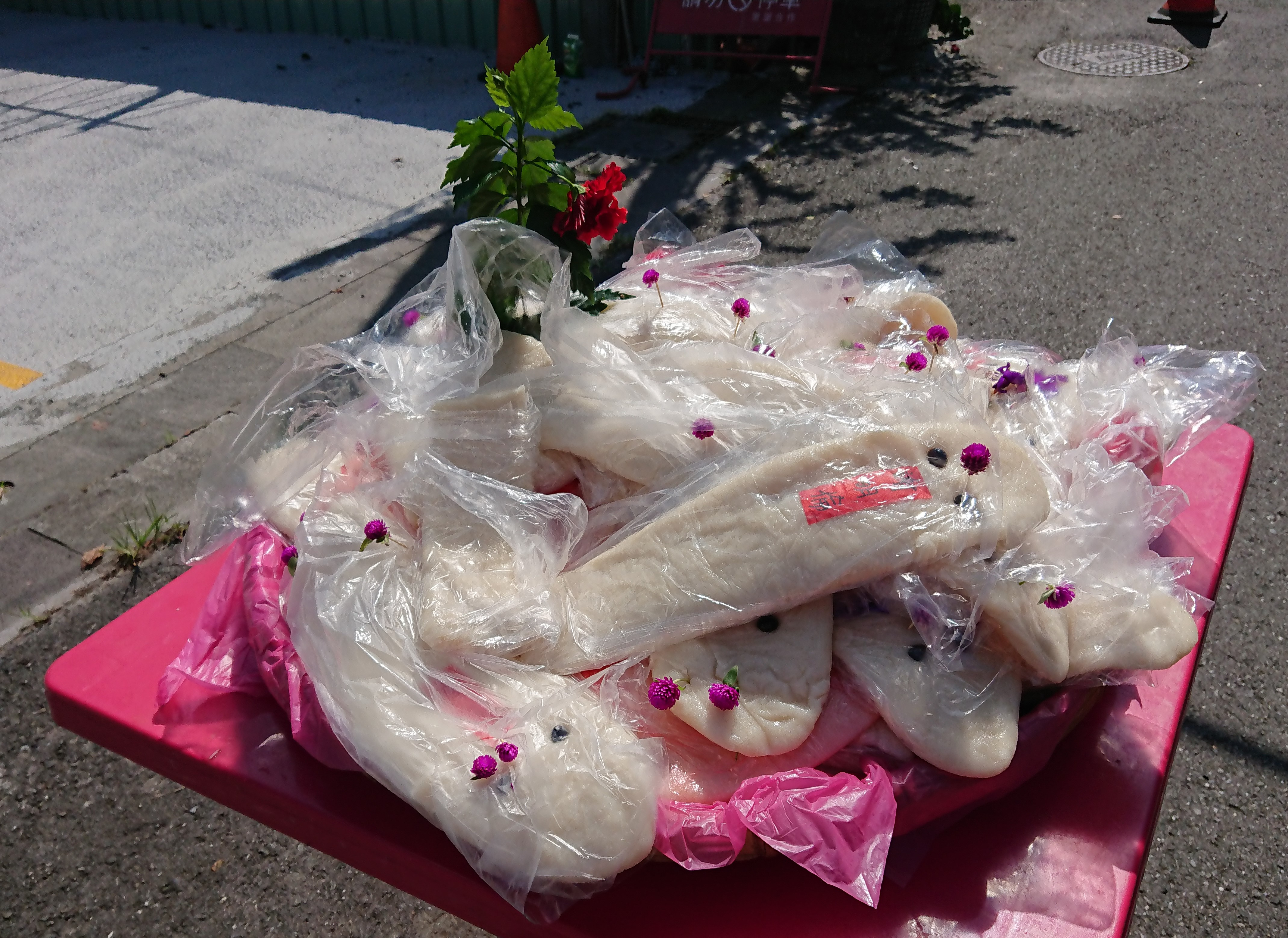
ウナギ餅。ウナギは生命力が強い、サオ族男性の強い精神力と体力を表す。

matansuunはサオ語で集団行動（集団狩猟）という、鰻はサオ語でtuzaであり、白鰻祭は狩猟祭の一部祭事である。mulalu tamuquのプロセスとほぼ同じである。旧7月3日早朝、石氏と袁氏二つ頭人家の前で、tamuquと各家庭の祖霊籃を二回目に集め、先生媽が先祖代々の名前を一名ごとに唱え、先祖を呼び寄せ、祝詞を唱える。暫く休憩した後、青年は各家から持ち込まれた餅米で作ったウナギ（サオ語：mapuzipuzi tuza wa qmu）を供え、先生媽は再び祖霊に祈禱し、祖霊に餅米ウナギを献呈する。青年は奉られた餅米ウナギを切り、現場の観客が食べると、サオ族から祝福される。なお、餅米ウナギの尾の部分は頭人家に進呈する。
当日、頭人家は晩餐会を開き、参加者は2本の酒を持ち来、先生媽に捧げる。先生媽は酒を参加者たちと共に分け合う。
Lus'an 祖靈祭/サオ族のお正月

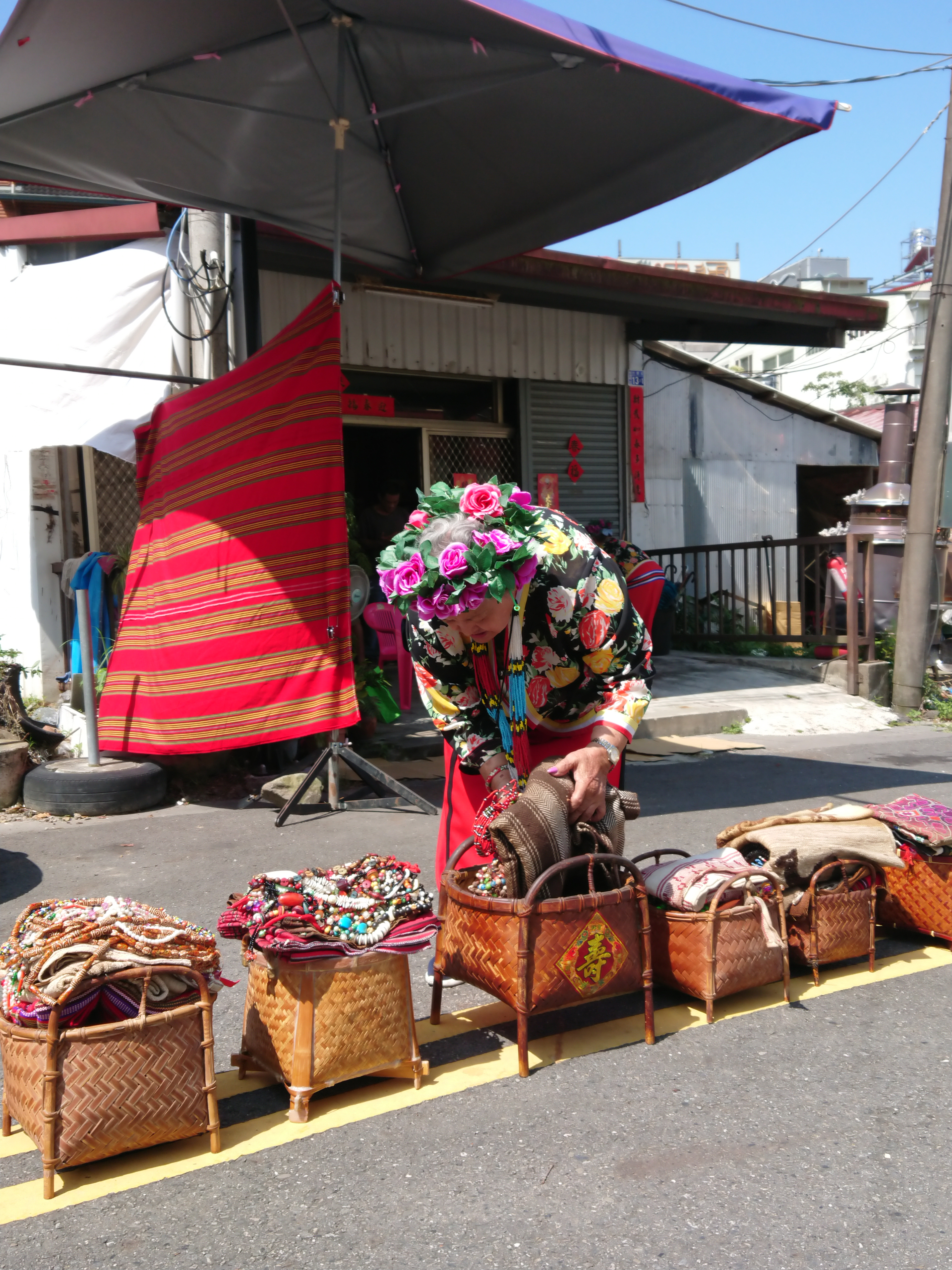
白鰻祭で、先生媽（女祭司）は祖霊籃に入れたご先祖様の衣装を片付ける。

旧暦8月1日から始める。大過年（大の年越し）と小過年（小の年越し）、2つの祝い方がある。当年度、主祭者(サオ語：pariqaz)が選ばれ、いたら、大過年になる。旧暦8月4日に先祖を迎えるため、祖霊屋(サオ語：hanan)を建てる。祖霊屋の前で祀ったり、歌を唄ったり、一か月ほど行事をする。小過年の場合は、女祭司が祖霊籃を祀り、各家庭で皆一緒に酒を飲んでから、旧暦8月4日に終了する。
- mashtatun 杵音合奏

サオ族の祖霊祭/新年祭は旧7月29日また30日、大晦日の夜から始まる。男性は年の瀬になると、山に狩猟に出かけ、女性は徹夜で杵音を演奏し、男性に新年が明日から始まることを知らせる。大晦日は男女分別で、杵音合奏も男性禁制であった。
- lhikish 魔除けの飾り物

旧8月1日に、出入り口の左右に、サオ語でlhikishというイネ科の水草を魔除けの飾り物として掛ける。漢民族系旧正月飾りの「春聯」（チュンリエン）と似ているから、サオ族にまた台湾語で門聯（mn̂g-liân）とも呼ばれる。lhikishiは強い生命力を持つ水生植物なので、健勝を祈る意味がある。
- titishan 撫で擦り儀式

毛氏家族の男性が主催者を務める狩猟の催事であり、女人禁制である。旧8月1日の早朝、毛氏の長老はクロツグ（サオ語：danshay/台湾華語：山棕）の葉で作った撫で棒を持ち、続々と訪れるサオ族の男性の右手を取り、少量の酒粕（サオ語：shupak/shupaak）をつけた棒で、二の腕から手首へと擦るように撫でる。狩猟道具の弓や刀などもこのように祓い清めると共に、健康祈願をする。
- tungkariri Lus’an mulalu 年越し祖霊祭

男性がtitishanを行っている一方、女性は餅米の飯（サオ語：fulhzash）と祖靈籃を持ち、祭事場に一列に置く。両側また各一本の竹の棒を結界として置き、犬や鶏などが聖なる空間を横切るのを防ぐためである。先生媽は全員集合し、各家が持ち込んだ祖霊籃と供え物餅米の飯に対し、祈祷する。tungkaririはサオ語で、転換や新たな展開という意味で、祝詞は特に新年が訪れたことを先祖に伝える。
- tantaun mulalu 各家庭祖霊祭

祭事場の祭事が終了したら、先生媽また2人もしくは3人と手分けして別れ、一軒一軒の家庭を巡る。各家の玄関前には先の祭事場から戻ってきたばかりの祖霊籃が置かれ、祝詞を繰り返す。サオ語でtaunは家の意味なので、tantaunは戸別、kataunanは村、部落という意味である。
- tantaun miqilha 各家庭飲み会

夕方頃で、忙しい祭事が終わり、先生媽たちはサオ族の皆と共に、ご馳走の供宴に加わる。最初は撫で擦り儀式担当者の毛家から、次は頭人袁家、最終は頭人石家で、盛りだくさんのお料理をいっぱい堪能する。
先生媽と家族の親戚、友達一緒に何回も指を杯に浸し、お酒を掛けながら、ご先祖に新年祭が開催されたことを報告してから、宴会が始まる。家にある食卓は「内卓」という、先生媽、音頭取り(サオ語：paruparu)と頭人が座る。玄関外にまた「外卓」を置き、家族や友人はここで食事をする。
飲み会のお酒は3種類がある。
usuunan:一緒という意味である。参加者の誰もがセルフサービスで飲む。
pusangsang:sangは昔の頭人、袁阿送の名前の送、台湾語の発音sàngだそうである。つまり、昔の頭人の名前で、身分の高い頭人の代名詞となった。pusangsangは頭人に献上するという意味で、この酒は頭人専用で、頭人と音頭取りはpusangsangを汲んで、参加者は配ってもらってから、飲んで頂く。pusangsangは配ったり、飲んだり、こうしている時、音頭取りは励まし合ったり、忠告したり、祝うという即興の歌を唄い始め、皆もその歌に呼応する。
tuqtuq：先生媽に酒を献じる。この酒食の機会でも主役は先生媽である。主人は抜歯儀式の担当者(サオ語：paruparu)と年越し祖霊祭の祭儀祝歌の指導者（サオ語：paruparu、陳氏と高氏の長老が担当）、二人、三人組みながら、一緒にtuqtuq一茶碗を捧げ、先生媽はどちらに？という歌を唄い、宴会場を巡って先生媽を探す身振りをしたうえで最後に先生媽が席を立ち、献酒される。この時、宴が盛り上がり、皆は壁や食卓や椅子を叩き、歓声をあげる。先生媽に感謝の気持ちを表す。そして、参加者は先生媽からtuqtuq酒を配って貰い、飲んで頂く。
tuqtuqは大過年限定の儀式なので、小過年なら、usuunanとpusangsangは行われるが、tuqtuqは献酒歌を唄わず叩くことも歓声もせず、先生媽は静かにtuqtuq献酒を貰う。
- muribush 罠猟儀式

サオ語でribushは森林、lhkaribushは動物、muribushiは森林で狩猟するという意味である。旧8月2日の朝、行われるmuribushiは本当の狩猟ではなく、祈願儀式である。高氏と陳氏の長老は男性陣を率い、一本のY形の木で作った括り罠を土に挿し、皆順番に括り罠に手触りしながら、狩猟順調の言葉を唱える。
- tishuqishin 拭き取り儀式

muribushi儀式に参加した男性に対しての儀式である。shuqishはサオ語で回復、取り戻す、mushuqishは帰る、tishuqishinは全て戻させるという意味である。muribushiに参加した男性は、草やかずらで作った冠を被り、毛家の前で集め、毛氏長老は右手の指で酒粕を付け、男性一人一人の額、腕、膝、足首を拭い、頭が賢くなり、手が強くなり、足が強く、キョンと同じで速く走れるように、身体健全を祈願する。
- dahun mulalu 甘酒祭

旧8月2日に、どの家も甘酒(サオ語：dahun)一茶碗を用意し、祭事場に集めに行く。先生媽は司り、ご先祖に甘酒を捧げ、そして今年は主祭者(サオ語：pariqaz/台湾語：爐主lôo-tsú、祭祀を出演する方)がいるか？いないか？つまり、小過年か？もしくは大過年か？この時に確認され、決まられる。もし現場に甘酒を鉄器の釜に盛って供える人（主祭者）が居なかったら、今年は主祭者がいない、小過年で済む。
- paru nipin mulalu azazak nipin 刺鑿抜歯儀式

サオ語でparuは叩く、azazakは子供、nipinは歯という意味。また台湾語で摃角齒（kòng-kak-khí）とも呼ばれる。儀式を遂行する者は特にparuparu nipin a thauと呼ばれ、陳氏と高氏の長老が担当者である。大過年なら、旧8月3日の早朝に行われ、小学校に通う子供を対象とし、上の左右の犬歯をハンマーと鑿で叩いて抜き取る抜歯である。明治時代に台湾原住民族を調査した日本の人類学者伊能嘉矩の記録が,
森口雄稔の編集により1992年に『伊能嘉矩の台灣踏查日記』として出版された。その記述によれば、1897年9月2日に伊能嘉矩は頭社（サオ語：Shtafari）でこの儀式を実地調査したという。しかし、日本統治時代に廃止され、現在ではただ道具を当てる振りをするなど、形式的にしか残されていない。昔、刺鑿抜歯儀式に参加する子供たちは前夜に毛氏の家に集まり、感染を防ぐため、夜に子供は何回も起こされ、炭の粉で歯と歯茎を塗られる。儀式の折、必需品はハンマー、鑿、灰、それに一掴みの陸稲である。最初に子供の目を黒布で覆い隠し、次いで高氏長老は両手で子供の頭を支え、固定し、施術者である陳氏長老が左右の犬歯に炭の灰を塗り、そしてハンマーで鑿を叩き、犬歯を折る。
刺鑿抜歯儀式を行う理由しては、「成年式」「当時のおしゃれ」あるいは「犬歯は不吉」など諸説ある
儀式が終了すると、先生媽の祈禱がその場で始まる。担当者陳氏家族の祖霊籃のみを置き、抜歯道具や陸稲を供え、先祖に祈る。陸稲は子供がすくすくと成長して穂を実らせるようにとの祈願が込められている。
- kmalawa sa hanaan 祖霊屋を建てる

主祭者がいる大過年だから、旧8月4日に、茅や竹やつる植物（籐）など建材として、祖霊が泊まる祭祀小屋（サオ語：hanaan）を建てる。場所は陳氏か高氏の家の前に毎回交互に建てられる。大過年儀式の期間、祖霊は祖霊屋で休憩したり、牽戯（台湾語発音：khan-hì、サオ語：shmaila）を見たり、祭儀を見守るそうである。祖霊を歓待するため、祖霊屋の中に酒を盛る罇、毛布、囲炉裏を用意しておき、囲炉裏の火は祭儀が終わるまで絶対消さない。関係者以外立ち入り禁止である。
小屋掛けが終了する前、各家から祖霊籃が運ばれ、丸い餅（サオ語：furaz qmu、furaz：月）、籃に並んで供えられる。陳氏と高氏はparuparu（指導者）氏族なので、更にウナギ形の餅も供える。先生媽は低い腰掛けに座り、今夜からお祝いの歌と踊り（牽戯/shmaila）が開始されるので、祖霊がゆっくりと観覧するように、祈願を始める。
- shmaila 先祖を慰撫する歌舞

旧8月4日の夜から、第一回shmailaが行われる。主要舞台は特別に設営した祖霊屋の前である。サオ族の人々は先祖を慰撫し、物悲しい調べの歌舞を開始する。毎夜が行われる歌舞、その1曲目は必ず今年刺鑿抜歯された少年が毎夜交代で、陳氏か高氏の庭先から始まるという形式を取る。この儀礼は、特に妊娠中と喪中の者には絶対に見せない。何曲か歌ってから、長老に率いられ、祖霊屋の前に移動し、主要舞台で待っているサオ族の者にバトンを渡す。荘重な感じの歌を唄い、円陣を組み、手を繋ぎながら踊る様子は、厳かな雰囲気を醸し出している。数種類の先祖代々を讃える歌を唄い、最後は激しく跳躍を繰り返し、夜半頃まで当日の日課は終了する。
祭事期間、訪れた祖霊は祖霊屋に滞在し歌舞を観ながら寝泊まりすると考えられ、焚き火、毛布、酒を用意する。
祖霊屋で喧嘩、放屁、横臥など不敬行為は一切禁止。サオ族の人々は必ず祖霊屋に入り、指を酒に浸け、指で酒を掛け、または煙草やビンロウを供え、祖霊に感謝や祈願の言葉を捧げる。
- mulalu minfazfaz　中程祭

旧8月5日から、12日の中程祭まで、毎晩祖霊屋の前で、shmailaという歌舞が行われるが、ほとんど単調な曲である。fazfazはサオ語で半分という意味で、mintanafazfazは夜半、matishfazfazは二分の一、matilhfazfazはちょうど半分という意味である。つまり、12日の中程祭が開かれてから、サオ族のお正月も半期経過した。中程祭の昼間、祖霊籃は運び出されなく、ただ甘口酒粕(サオ語：shupak/shupaak)を祭事場で一列に置き供え、先生媽は祈禱する。今夜から、忌がなくなり、意義深いや物哀れのや哀悼の曲など全部自由に歌える。中程祭の晩、平日に陳氏氏族に守られ、祀られる日月の盾（サオ語：rarifiz、盾の上に、左右一対の太陽と左右一対の月が描かれた）は、祖霊屋に迎えられ、据え奉られる。祭祀家の陳氏は、サオ族先祖が使用した日月の盾を保管している、この盾はサオ族のお正月祭の際に、大切な役割を果たす神器である。祖霊屋に迎えられる時、陳家の前で歌舞が終了すると、サオ族の皆は行列を作り、前の人の肩に右手を当て数珠つなぎになり、祖霊屋まで練り歩くが、先頭の方（pariqaz）は日月の盾を捧げ、祖霊屋内に慎重に掛かる。この儀式はサオ語でmastatuyaと呼ばれ、日月の盾の中にしずまっている、戦争の最高祖霊（サオ語：Shadundikdik）は祖霊屋に鎮座する。
これで、祭事も中盤に差し掛かると、災厄を鎮める村内巡行（サオ語：mangqatubi）も今夜から正月祭の末まで行われる。深夜、サオ族の皆は手に手を繋ぎ、歌いながら、巡行する。その先頭には割れた竹（サオ語：qaulh）一本を持ち男性が行列隊を率いて行進、祖霊屋の中から出発、地面を叩きながら、村内にある邪気を払い、そして行列隊の最後尾には箒（サオ語：thathapu）で掃く方が続き、邪気をまとめる。行列隊巡行もまた、その日の歌舞を締めくくり、かつ人々の感情を高揚させ、テンションが上がるうえで、大切な行事である。
もし、中程祭が無かったら、忌（サオ語：parshian）により、袁氏氏族の歌、shuriyaが歌えない。袁氏は頭人氏族なので、shuriyaの歌詞は昔他の部族と戦争したことに関し、勝手に歌うのは禁止される。kuruzin hunihi、patushqangqaniという祭りの歌も、戦争を描写するから、中程祭で歌われる。また、hunihi、matushqangqaniという歌も、中程祭の後から歌って、タブーを犯しない。特に、サオ族も祭祀行事に来訪の方、このような祭りの歌を録画、録音したら、自分で勝手に放送してはいけないと忠告する。
- minrikus 最後祭

rikusはサオ語で後ろ、背中という意味で、tanarikusは建物の後、katanatanarikusは振り向く、miarikurikusizaは終章という意味である。minrikusは約一か月間行事が続くサオ族おの正月祭のエンディングを飾る。旧8月20日朝、祖霊籃が祖霊屋の前に並べられ、もち米飯、または二つの丸形の餅（サオ語：furaz qmu）が供えられ、陳氏と高氏はparuparu（指導者）氏族なので、ウナギ形の餅を加えて捧げる。先生媽たちは祈祷してから、また各家は祖霊籃を持ち帰り、先生媽は手分けし、集落の家々を回り祈禱し、各家庭の祖霊籃に祈禱する。特に当年主祭者(サオ語：pariqaz/台湾語：爐主lôo-tsú）の家は、更に生の豚頭、豚の尻尾、豚足、豚の内臓を供え、先生媽が儀式を行ってから、当年主祭者の女房の着物や飾り物を祖霊籃に入れる。つまり、別姓もしくは別族の妻はこれからもこの家族、サオ族の身内になり、妻の生霊も祖霊が宿る祖霊籃に入る。先生媽が唱える祝詞の内容にも妻の名前があり、今も、他界した後も、祀られる。
夕方頃、最後のmiqilha、tantaun miqilha 各家庭飲み会が開かれ、当年Lus'anで、主祭者として選定された者は全員のために盛大な響宴を準備し、人々の供応に努める。内食卓で主祭者の妻はもう正式に実家から離れ、夫の家に入ったので、主祭者は感謝の気持ちを込め、妻の実家の家族にプレゼントする。先生媽、頭人、長老への慰労として主祭者も礼金や贈り物を差上げる。外食卓は親戚や友人がパーティーを開く。
飲み会が終り、tantaun minparaw 各家で舞踊を行う。音頭取り/指導者の陳氏と高氏長老は皆を率い、主祭者の家の前で歌いながら踊る。そして、主祭者の息子は日月の盾を前に背負い、皆は彼の後から互いに手を取り、一列の行列隊になり、漢民族系の家も親善を込め、一軒一軒訪問し、門先で歌舞を出演する。訪問してくれた家も差し入れを出し、接待する。この時、日月の盾も捧げられ、サオ族の各家（漢民族系の家進入不可）に入る。主人は家の前で日月の盾を迎え、日月の盾は室内を一周され、暫く祖霊籃と一緒に祀られる。日月の盾は女性が触れてはならない。花火も打ち上げ、盛り上がりに最高潮に達する。このtantaun minparawは延々と徹夜で続けられ、観光客まで巻き込み、真夜中でも狂熱的な感情の高ぶりである。翌日の昼近くになり、ようやく一連のLus'an 祖靈祭/サオ族の正月行事が完結する。
- 祖霊屋を取り壊す

最後祭が終わっても、祖霊屋はすぐには壊されない。先生媽は他の県と市に在住し、祭儀に参加できなかったサオ族に対し、祈禱に出張に行く。最後祭から祖霊屋を取り壊す日まで、踊りはできないが、祖霊屋の前で忌がある祭歌の稽古をすることは許される。
祖霊屋を取り壊す日に、先生媽は祖霊に祈禱、報告する。その最中に祖霊屋はすべて取り壊され、建材は全て燃やされる。Lus'an行事は幕を閉じる。

## 神話・伝説・昔話
白鹿追い伝説
サオ族の祖先はもともとは嘉義県にある阿里山に暮らしていたといわれる。その昔、彼らが山中で狩猟の際、一匹の大きな白い鹿を発見した。この白鹿を懸命に追いかけ、一行は知らず知らずのうちに、山や嶺を越えta
。やがて、数日間が過ぎ、一行も白鹿も精根が尽き果てた時、息を呑むほど美しい湖が目の前に現れた。この時、追いつめられた白鹿は、急に湖の中に飛び込み、消えていった。彼らは白鹿を捕獲できなかったが、魚やエビが豊富に生息する日月潭を見つけた。その後、サオ族の人々はここが神から与えられた安住の地であると考え、日月潭南端のPuzi（サオ語地名、台湾語:土亭仔 Thóo-tîng-á）へ集団移住し、サオ族が最初住む土地になったと言われる。サオ語で白いとはmapuzi、puziという地名もサオ語で白いという意味も、かつて先祖が追いていた白い鹿の伝説が由来と言われる。
禁断のエリア
サオ族の伝説によれば、サオ語でMa’awaqと呼ばれる地点は、サオ族にとって忌み嫌われる場所である。Ma’awaqは漢民族に大湾（台湾語：tuā-uan）と呼ばれ、現在は水社埠頭である。昔々、サオ族のThapuduk（猫蘭社）とTuapinaa（大平林社）でMa’awaqで争いが起き、また、他の部族、顔に入れ墨がある族（サオ語：Pazish、恐らくタイヤル族またはセデック族であろう）との戦乱で多くの者が戦死した古戦場である。サオ族は夜間であれば精霊/幽霊（サオ語：qali）が現れると信じ、心霊現象も怪奇現象も起きるとされ、昔は禁断のエリアだった。今は埠頭も商店街もホテルもある、賑やかな観光地である。
神木アカギ
昔々、サオ族の聖地であるラル島に一本の巨大なアカギ（サオ語：paraqaz/台湾語：茄苳 ka-tang）があり、御神木として崇敬されていた。
ある日、漢民族系が侵略行為としてこのアカギの伐採を試み、斧を振り幹にぶち当てた。だが巨木は、一日がかりでは倒れなかった。翌日、漢人はもう一回島に上陸して驚く。昨日斧で切り込んだ神木の切り口が、すべてきれいに消えていたのである。その日、漢人は神木の下で昼寝した。夢に白髪白髭の翁が現れ、神木の切り倒し方を教えられた。翌々日、漢人は翁の教え通りに鋸で神木に伐りこめば、神木は大きく大きく傾き、地面にドウと倒れた。漢人はすばやく黒犬の血を切り口に塗り、そして大きな釜で切り口を覆った。神木は切り口から新たに芽を出すこともなく、もう2度と甦られなかった。
神木アカギはサオ族の信仰の対象だった。アカギの巨樹が緑の葉を茂らせているなら、サオ族も子孫繁栄するとされた。
フクロウの鳴き声
昔々、ある少女は結婚後も懐妊の兆しが無かった。彼女は花を摘んで髪に挿し、自分がまだ妊娠していない妻の身分を表していた。
ある日、少女は薪を集めに山に行き、偶然にタカに追いかけられるフクロウ（サオ語：shmadia）に出会う。少女はタカを追い払い、フクロウを救った。そしてフクロウを連れ帰り、丁寧に羽根を調えてあげた。
しかし、少女の姑は不機嫌そうに、フクロウ追い出してしまえと少女に命じた。少女はこのまま別れるのが辛く、日が暮れ、暗くなってから、家の裏山でフクロウに「あたしは君の母よ、毎日の夜、母に会いに来なさい」と言い、涙ながらにフクロウと別れた。
それ以後、夜になるとフクロウはまるで約束を守るように家に飛来し屋根に止まり「ホーホー、ホーホー」と鳴く。そして、ほどなく少女は子宝に恵まれた。
フクロウが屋根に止まって鳴いたら、サオ族にとって「懐妊の兆し」とされる。フクロウは子授け鳥として、サオ族に愛される。
ヤマムスメ火種持来
ヤマムスメ(サオ語：fitfit)は台湾固有種鳥類である。
昔々、サオ族は農産物を生のまま食べていた。
ヤマムスメはサオ族の畑や果樹園に侵入し、サツマイモやトウモロコシやパパイヤを奪って食う。サオ族はひどく迷惑していた。
ある日、ヤマムスメは赤く燃える炭を口にくわえてサオ族の畑や果樹園に火をつけ、火事を起こしてしまった。サオ族の人々は嘆き、ヤマムスメのせいで飢饉に襲われることを心配した。
サオ族らは畑で焼け残ったサツマイモを探すうちに、いい匂いがすることに気が付いた。ためしに試食すると、意外な美味に驚いた。これでサオ族は「料理」というものを知った。火で調理済みの農産物を美味しく頂く。
サオ族は感謝の気持ちを込め、ヤマムスメにも怒らない、ヤマムスメ狩りも絶対しない。
鷹になった子供
昔々、怠け者の子供がいた。母がいくら忙しく麻糸を縒っても、全然手伝わない。母はついに我慢ならず、子を叱り飛ばした。叱られた子供は意地を張り、屋根に登ると竹ざるを半分に切断し、一つずつ左右の両脇に半分の竹ざるを差し込んだ。そしてざるを翼に変え、タカ(サオ語：qabus)に変身して飛び去ってしまった。
サオ族はタカは人間の子供であると信じ、絶対にタカを捕らない。
また、哀れな娘の民話もある。
その娘はいつも手厳しい母に虐められ、ろくに食事を与えられないまま仕事を押し付けられていた。だが娘は母を恐れて抵抗できなかった。
ある日、娘は日月潭へ水汲みに行かせられた。水を汲んで家まで運べば、飯のおこげを恵んでくれるという。
娘は苦心惨憺の末に水を汲み、疲れ果てて家に帰ってきた。だが母はおこげを食べ尽くしてしまい、娘には何も与えられなかった。
娘は落ち込み、竹ざるを二つに切断し、左右両脇に半分の竹ざるを差し込んで翼にするとタカに変身して飛び去ってしまった。
母は家から外へ出てタカになった娘を見上げた。タカになった娘は涙を流し、その一滴が空から母の目に落ちた。ほどなく母は病死してしまった。
人魚Takrahaz
日月潭にはタクラハ（サオ語：Takrahaz/Daqr'ahath）という水の精霊の一族が住んでいた。口伝によれば、タクラハは半人半魚で腰まである長い髪を持ち、行動が敏速で、性格が凶悪な人魚である。人を長い髪で絡め、強引に湖底まで引き込んだり、船を覆したりするという。
タクラハはラル島の近隣の浮き島に住み、夏なら冷たく、冬なら温かい石盤に寝ているそうである。学者の陳莉環がサオ族の長老・石阿松（Kilash Lhkatafatu、1923-2017）から採録した民話によれば、昔、LalumanとSandikanという夫婦が生計を立てるため、うなぎ筒で鰻捕りをしていた。しかし、夫Lalumanは日月潭に潜り、常に水中でタクラハがうなぎ筒にいるうなぎを勝手に捕まえて食う現場に遭遇する。タクラハも何度も長い髪でLalumanを絡めて殺すつもりだったが、勇敢なLalumanはタクラハと戦い、振り切れた。Lalumanも反撃のため、タクラハの寝床である石盤を盗み、両方の攻防戦が続いている。
ある日、Lalumanはついにタクラハを追い払った。タクラハは一旦敗戦し、埔里鎮にある鯉魚潭に逃げた。Lalumanは追い付いたが、タクラハの母が鯉魚潭に住んでおり、母子はLalumanを鯉魚潭で挟み撃ちにした。Lalumanは負け、それから間も無く病没した。
サオ族の大人は、石盤がある浮島には絶対に近付かないように子供を戒めていたそうである。
現在ではタクラハの物語は美化され、絵本の登場キャラクターになっている。
元々、タクラハとサオ族は平和に暮らしていた。タクラハは食べ物として日月潭にいる魚や蝦を採り、サオ族もタクラハが湖に浮かぶ島や岩で日向ぼっこをしている光景に見慣れていた。
サオ族は日月潭の豊富な魚介を捕って暮らしていたが、有る頃、仕掛けた網や罠がことごとくタクラハに破壊されるようになり、魚が捕れなくなってしまった。
サオ族の青年、Numaは湖水に飛び込み、タクラハと三日三晩に渡って戦ったが決着はつかなかった。
腹を立てたNumaは「なぜ我々の漁を妨げるのか？」と質問。怒り心頭に発していたタクラハは、「日月潭の魚を一網打尽にしているではないか、目が細かい網を使うせいで、この湖にいる魚が大幅に減った。これはお前の乱獲が原因だ!」と返す。
それで自分たちの過ちに気づいたサオ族は、湖中の生態系を守るため、使う網の目を大きくして漁獲量の制限を取り決めた。
この口伝に基づき、新たに創作したバージョンでは「現在にも通じるテーマ」として水産資源の管理や生態環境の保護をモチーフとしている。
小人族烏狗蟻
烏狗蟻（oo-káu-hiā）とは台湾語で「黒いアリ」を意味する。サオ語では不明。口伝によれば日本統治時代、サオ族は石印社（サオ語：Taringquan）に集団居住していた。石印社も昔、サオ族に台湾語で「烏狗蟻」と呼ばれる民族の住処であったという。烏狗蟻は黒いアリのイメージの通りに、肌は黒く、卷き毛で、身長が低い、穴を掘る小人族だそうであった。烏狗蟻はのんびり屋で、日月潭で水泳するなど遊ぶことを好み、時にサオ族の物を盗むなど悪さをしたが、互いに平和に暮らしていた。烏狗蟻はラル島南東側の対岸にある洞窟の中に住んでおり、この洞窟は相当に深く、石印社と、そこから何キロも離れた大坪林にそれぞれ出入り口がある。石印社の出入り口には一つの大きな石があり、石の表面には素晴らしい模様が彫刻されている。これが地名「石印」の由来である。出入り口には2人か3人の烏狗蟻が「警備」をしている。漢人の漁師が大石を盗み出そうとしたが、すぐ烏狗蟻に発見された。また盗みに来ると、湖に引きずり込まれて殺された。漢人の漁師は恐れ、以後、近寄ろうとはしなかった。
1919年から1934年にかけ、日本統治当局は水力発電所の建設工事を行った。日月潭の水位が次第に上昇し、烏狗蟻は排水のため洞窟を掘らざるを得なかった。掘られた廃土は頭社に積み上げられた。
水力発電施設の完成のち、原因不明で烏狗蟻も消えてしまった。ダムで水位が上がって洞窟が水没し、烏狗蟻が全滅した、または他所へ移住したなど諸説がある。
また、烏狗蟻は尻尾がある小人族という民話もある。彼らは尻尾があることを隠していた。ある日、烏狗蟻のもとへサオ族がいきなり訪ねてきた。彼らは尻尾を隠そうと慌てて座り、尻尾が折れてしまった。これが原因で、サオ族は烏狗蟻に嫌われ、絶交されてしまった。
ブヌン族にも尻尾があり、地下で生活する異族「Ikulun」の伝承がある。サオ族とブヌン族は通婚の関係があったので、物語も伝わったのだろう。
小人族Shlilitun
台湾原住民の大半の部族には小人族についての伝説がある。サオ族の伝承では、昔の頭社（サオ語：Shtafari）にshlilitunという背が低い小人族が住んでいた。当時、サオ族はまだラル島に住んでいた。小人族はこれを羨ましがり、ラル島の占領を目指し、サオ族の部落を侵略した。こうして両族は戦争状態に陥った。岸からラル島に行くなら、船で日月潭を渡るしかない。だがLhilhianとSinaz（サオ語の地名）の両地点は水位が低いため、徒歩でも渡れる。小人族はラル島に上陸を試みてこの地点に回った。そして湖水に入ったものの転倒し、携帯していた槍、鉾、矢などの武器が自分自身に刺さって全滅してしまった。
サオ族の先祖はこの戦争の経過を隠された歌（サオ語：kuruzin a quyash）という歌に歌いこんで後世に伝えた。現在まで、もし当年度お正月は主祭者が選出されると、サオ族と小人族の戦史を描いた歌が歌われる。
祖霊籃の由来
サオ族はラル島に移住し始めたところ、頭人の妻が双子を出産した。一方の子は肌の色が黒く、もう一方は白い兄弟だった。昔、双子を出産するのは不吉とされていたので、夫は黒い赤子を湖に放り込んで溺殺した。
翌日の夜、赤子の亡霊が夫の夢に現れた。「僕が死んでしまったが、これから、サオ族は必ず家で死んだ家族の衣装や飾り物を籠に入れ、ちゃんと祀らなければいけない。こうしないと、皆は災いと悪運に被られる」
頭人はこの夢を皆に伝え、皆は恐れた。今後、サオ族の家庭は、必ず祖霊籃を奉る。

## 著名人
キラシ（Kilash Lhkatafatu／漢名：石阿松）
日本統治時代の大正12年（1923年）に生まれ、12歳まで石印社（サオ語：Taringquan）で成長した。日月潭の水力発電工事による水位の上昇でサオ族は現在の伊達邵（サオ語：Baraubaw）に集団移住を余儀なくされ、彼も移住した。
サオ語の普及及び伝承保存を目的に、単語、例文、会話、伝説などの音声資料を記録、特にサオ語のラテン文字アルファベットが制定される前、日本語の仮名でサオ語を記録し始めた。研究者の簡史朗は、キラシおよび、妻のイスツの協力を得、大量なサオ語の記録資料を保存、整理、教科書や辞書を編集した。また、日本人の研究者である新居田純野の研究にも協力した。
2014年の国際母語デーに、台湾政府から本土言語傑出貢献賞を授与された。
2017年、95歳で惜しまれながら死去。
イスツ（Ishuz Lhkashnawanan／漢名：袁嫦娥）
キラシの妻。昭和2年（1927年）に生まれ、9歳まで石印社で生まれ育った。
イスツは、中華民国政権台湾へ転移した後、軍隊を労うため、金門島や舟山諸島（当時まだ中華民国の所属領土）などでサオ族の歌舞や杵音を披露した。また、サオ族の伝統歌謡や祭祀歌舞や杵音などに精通しており、保存伝承に長年貢献した。
マガイタン（Magaitan Lhkatafatu／漢名：石嘉量)
キラシとイスツの孫。財団法人原住民文化事業基金会最高経営長。歌手。アルバム《la mathuaw maqitan apiakuzan 美好的，怎麼了？》で、2018年第9回金音創作賞の最優秀民謡アルバム賞と審査員大賞を受賞した。
マサウサン（Masawsang Lhkashnawanan／漢名：袁光河)
昭和19年（1944年）に生まれ、伊達邵で生まれ育った。
父は太平洋戦争期に、高砂義勇兵としてニューギニアやハルマヘラ島の戦地に赴き、戦死。マサウサンは父が出征した三か月後に産まれた。
母は漢民族系台湾人（福佬人、サオ語：shpuut/kurungkurung）、夫の戦死で貧困にさいなまれ、再婚した。
保護者のいないマサウサンは、養子縁組で父親の兄に養育され、伯父から竹編みと籐編みの技を伝授された。現在サオ族唯一の細工職人である。
2017年台湾総統蔡英文は外交関係のある太平洋諸島諸国、マーシャル諸島、ツバル、ソロモン諸島を訪問し、友邦元首、政府要人への贈り物にマサウサンの工芸品、サオ族の筌（サオ語：lhalhuzu、魚を捕らえる道具）が採用された。